# Diacanthodes
Diacanthodes — рід грибів родини мерулієві (Meruliaceae). Назва вперше опублікована 1945 року.

## Класифікація
До роду Diacanthodes відносять 6 видів:
- Diacanthodes fluminensis
- Diacanthodes griseus
- Diacanthodes novo-guineenses
- Diacanthodes novo-guineensis
- Diacanthodes novoguineensis
- Diacanthodes philippinensis